# Mission Beach (Queensland)
Mission Beach ist ein kleines Dorf am Korallenmeer in Queensland, Australien. Es ist vier Kilometer von der beliebten Ferieninsel Dunk Island entfernt.

## Tourismus
Die vorgelagerten Inseln Dunk, Bedarra und Bowen sowie das berühmte Great Barrier Reef können von hier aus besucht werden. Genauso interessant sind auch Ausflüge, wie beispielsweise auf eine der Fruchtplantagen im Hinterland, oder Bootsfahrten auf einem der Flüsse Tully oder Hull. Auf Hull werden sogar nächtliche Fahrten angeboten, bei denen mit etwas Glück die nachtaktiven Salzwasserkrokodile beobachtet werden können.
In der Umgebung befinden sich der Djiru- und Clump-Mountain-Nationalpark.

## Geschichte
Mission Beach wurde 1914 als Missionsstation für die Aborigines gegründet, die aber bereits nach zwei Jahren durch einen Zyklon zerstört wurde. Bekannt wurde die Region durch die Landung des Forschers Edmund Kennedy im Jahre 1848, dessen Cape York Expedition hier ihren Anfang nahm.
Bereits Anfang des 20. Jahrhunderts beschäftigten chinesische Farmer Aborigines als Arbeiter in der Tully River Region. Aufgrund von Problemen mit europäischen Siedlern gründete die Regierung an der Stelle des heutigen Mission Beaches eine Art Strafkolonie für Aborigines. Am 10. März 1918 wurde das kleine Dorf von einem Orkan heimgesucht. Der Leiter des Dorfes und seine Tochter kamen dabei ums Leben. Die gesamte Struktur des Dorfes wurde dabei zerstört und erst Jahre später wieder aufgebaut.
Heutzutage ist Mission Beach an der Küste Queenslands einer von vielen kleinen Orten, in denen Geld hauptsächlich mit Tourismus verdient wird.
In der Nacht vom 2. auf den 3. Februar 2011 traf das Sturmzentrum des Zyklons Yasi mit seinem Auge bei Mission Beach auf Land und verwüstete das Dorf und seine Umgebung so stark, dass australische Medien von einem Ground Zero sprachen. Auch der nahegelegene Ort Tully und das südlicher gelegene Cardwell wurden in großen Teilen zerstört.